# Alsó-rajna–vesztfáliai körzet

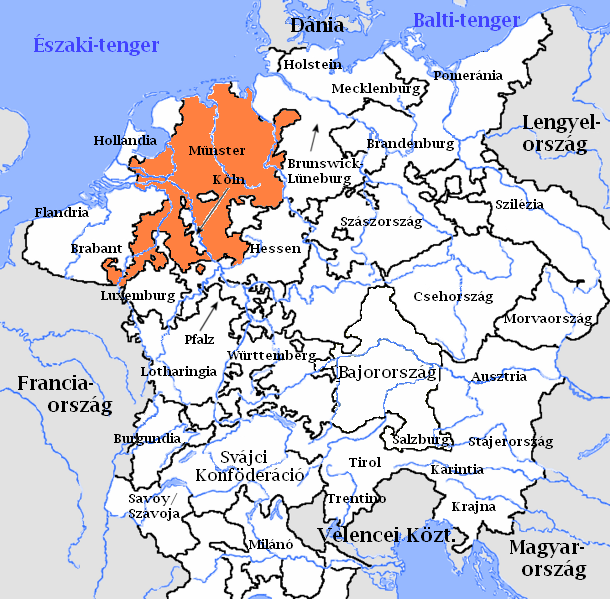
Az Alsó-rajna–vesztfáliai körzet térképe

Az Alsó-rajna–vesztfáliai körzet a Német-római Birodalom egyik közigazgatási, védelmi és adózási egysége a tíz körzet közül. Ezt a körzetet is I. Miksa császár hozta létre 1500-ban, amikor a birodalom fennmaradása érdekében bizonyos reformokat kellett foganatosítania.
Az Alsó-rajna–vesztfáliai körzet nagy része ma nem Németország területén található. Leginkább Hollandia területeit foglalta magában, de Belgiumnak és Franciaországnak is jutott ebből a területből. Az alábbiakban a körzet államai olvashatóak.
| Név                    | Államforma             | Megjegyzések |
| ---------------------- | ---------------------- | --- |
| Aachen                 | szabad birodalmi város | Birodalmi előjogait I. Frigyes ajándékozta 1166-ban. |
| Anholt                 | uradalom               | Az Utrechti püspökök korábbi birtoka volt. Szabadságjogait a 14. században szerezte, a Gemeni lordok birtoka, majd 1641-ben Salm-Salm szerezte meg. |
| Beilstein              | uradalom               | 1488-tól Trier hűbérbirtoka, von Metternich családé 1635-től, majd 1679-től birodalmi grófok. |
| Bentheim               | grófság                | 1421-ben Steinfurt urai örökölték, 1454-től Bentheim-Bentheim, majd 1530-tól ismét Steinfurt. |
| Bentheim-Steinfurt     | grófság                | |
| Berg                   | Hercegség              | 1380-ban Vencel emelte hercegséggé, 1521-től 1614-ig Jülich-Kleve-Berg része, majd Pfalz-Neuburghoz került. |
| Blankenheim-Gerolstein | grófság                | 1468-ban Manderscheid örökölte. |
| Cambrai                | püspökség              | A 6. században alapították, előjogait II. Henrik 1007-ben garantálta, 1559-től érsekség, majd 1679-től Franciaország része. |
| Cleves                 | hercegség              | 1521 és 1614 között Jülich-Kleve-Berg része, Markkal és Ravensberggel Brandenburghoz csatolták a Xanteni békében. |
| Köln                   | szabad birodalmi város | III. Frigyes császár 1475-ben fogadta el jogait. |
| Corvey                 | apátság                | I. Lajos 815-ben alapította. |
| Delmenhorst            | grófság                | Az Oldenburg-ház fiatalabb ága alapította és Oldenburg uralta 1436-tól. |
| Diepholz               | Grófság                | 1160 körül alapították majd Braunschweig-Lüneburg része lett 1585-ben. |
| Dortmund               | szabad birodalmi város | II. Frigyes császár erősítette meg birodalmi jogait 1236-ban. |
| Kelet-Frízföld         | hercegség              | 1662-ben hercegség, 1744-ben Poroszország kaparintotta meg. |
| Essen                  | apátság                | 845-ben szent Altfrid alapította, I. Konrád ajándékozta birodalmi előjogait, majd 1803-ban világiasították. |
| Fagnolles              | grófság                | A Ligne család uralta, 1770-től grófság. |
| Gemen                  | Uradalom               | Holstein-Schauenburg grófjai birtokolták, a Limburg-Stirum ház szerezte meg 1640-ben. |
| Gimborn                | Uradalom               | A Schwarzenberg-ház birtokolta, II. Ferdinánd ajándékozta jogait 1631-ben. 1698-ban grófság. Johann Ludwig von Wallmoden-nek adták el 1782-ben. |
| Gronsveld              | Grófság                | I. Miksa adományozta jogait 1498-ban, 1588-tól grófság, 1794-ben Franciaország bekebelezte. |
| Hallermund             | Grófság                | Braunschweig-Calenberg hűbéruradalma a Springe környékén, 1706-tól birodalmi grófság. |
| Herford                | Apátság                | Nunneryt 789-ben alapították, 1147-től hercegi apátság, amit I. Frigyes megerősített 1152-ben. |
| Holzappel              | Grófság                | Korábban Nassau birtoka, melyet III. Ferdinánd adományozott Meladner Péter marsallnak 1643-ban. 1676-ban Anhalt-Bernburghoz került. |
| Hoya                   | Grófság                | Braunschweig-Lüneburg hűbéruradalma 1519-től, az uralkodó család 1582-ben kihalt. |
| Jülich                 | Hercegség              | IV. Lajos erősítette meg birodalmi jogait 1328-ban. IV. Károly császár hercegséggé változtatta 1356-ban, 1521 és 1614 között Jülich-Kleve-Berg része volt, majd Berggel együtt Pfalz-Neuburg része lett.                                                  |
| Kerpen-Lommersum       | Grófság                | 1288 után Brabanthoz csatolták Kölntől, majd 1406-ban megörökölte Burgundia és a Habsburg-ház 1482-ben. Jülichhez került 1710-ben, majd grófság lett 1712-ben                                                                                             |
| Kornelimünster         | Apátság                | 814-ben alapította szent Benedek. |
| Liège                  | Püspökség              | 315 körül alapította a kölni szent Maternus |
| Lingen                 | Grófság                | Tecklenburgból vált ki 1493-ban, V. Károly 1547-ben zsákmányolta a burgund Németalfölddel együtt. 1555-ben a spanyol II. Fülöphöz került, majd 1597-ben a nassaui Móric foglalta el. Poroszország örökölte 1702-ben.                                      |
| Lippe                  | Hercegség              | 1123-ban alapították, grófság 1528-tól, 1613-ban levált belőle Lippe-Alverdissen, (1643-tól Schaumburg-Lippe), hercegség 1789-től. |
| Malmedy                | Apátság                | |
| Mark                   | Grófság                | 1160-ban alapították, Kleve szerezte meg 1368-ban, majd 1521 és 1614 között Jülich-Kleve-Berg része, Klevevel és Ravensberggel Brandenburghoz került. |
| Millendonk             | Uradalom               | Birodalmi előjogait 1700-ban kapta vissza, 1732-től Ostein grófjai birtokolták. |
| Minden                 | Hercegség              | Az 1648-as Vesztfáliai békével Brandenburghoz került, mint hercegség. |
| Moers                  | Hercegség              | Először 1186-ban említették, 1493 után Wied birtokolta, 1519-ben Neuenahr grófjaihoz került, majd Adolf van Nieuwenaar örökölte 1578-ban. 1594-ben a nassaui Móric foglalta el, végül, mint hercegség került Poroszországhoz 1702-ben.                    |
| Münster                | Püspökség              | Szent Ludger alapította a püspökséget 805-ben, birodalmi előjogokat 1180-ban kapott a Szész hercegségtől, 1612-1650, 1683-1688 és 1723-1801 között perszonálunióban volt a Kölni érsekséggel.                                                             |
| Nassau-Diez            | Hercegség              | A korábbi Diez grófság, 1386-ban megörökölte Nassau-Dillenburg, majd 1606-ban kivált belőle. 1654-től hercegség, megszerezte Orániát 1702-ben és nevet váltott Oránia–Nassaura.                                                                           |
| Nassau-Dillenburg      | Grófság                | 1303-ban vált ki Nassauból, 1559-ben levált róla Oránia, hercegség 1654-től, 1739-ben megörökölte Oránia-Nassau. |
| Nassau-Hadamar         | Grófság                | Nassau-Dillenburgból vált ki 1606-ban, 1650-től hercegség, majd 1711-ben kihalt az uralkodó család. 1743-ban Oránia-Nassau része lett. |
| Oldenburg              | Grófság                | 1180-ban III. Henrik szász herceg trónfosztása után alapították, Dániával perszonálunióban volt 1667-1773, 1774-ben hercegség és Holstein-Gottorp irányítása alá került.                                                                                  |
| Osnabrück              | Püspökség              | 1225-1803 között létezett. |
| Paderborn              | Püspökség              | 1281-1802 között létezett. |
| Pyrmont                | Grófság                | |
| Ravensberg             | Grófság                | 1140 körül szakították ki Calvelage grófságból, 1346-tól Berg tulajdona volt, 1521-1614 között Jülich-Kleve-Berg része volt, majd Kleve-vel és Markkal Brandenburg része.                                                                                 |
| Reckheim               | Grófság                | |
| Reichenstein           | Uradalom               | |
| Rietberg               | Grófság                | 1237-től Vencel Ádám von Kaunitz és családja tulajdona lett, 1807-ig létezett. |
| Sayn                   | Grófság                | 1139-1246 és 1283-1608 között létezett kis grófság. |
| Schaumburg             | Grófság                | 1106-ban alakult, 1110-ben uralkodóját Holstein urának nevezte ki a szász Lotár, így ők uralkodtak Holsteinben is. 1640-ben kihalt az uralkodóház, a grófságot felosztották Holstein, Braunschweig és Lüneburg, Schaumburg-Lippe és Hessen-Kassel között. |
| Schaumburg-Hesse       | Grófság                | A Schaumburgi grófság utóda 1640-től. |
| Schaumburg-Lippe       | Grófság                | |
| Schleiden              | Grófság                | Eleinte uradalom, majd grófság, 1441-től Luxemburg önrendelkező része. Később Habsburg Németalföld része 1795-ig. |
| Spiegelberg            | Grófság                | |
| Stavelot               | Apátság                | II. Childerich frank király alapította 670-ben és 1794-ig létezett. |
| Steinfurt              | Grófság                | 1454-túl Bentheim-Steinfurt 1454, III. Frigyes garantálta jogait 1486-ban, grófság 1495-től. 1806-ban Poroszországhoz csatolták. |
| Tecklenburg            | Grófság                | A 12. században keletkezett, 1263-ban a szomszédos Bentheim grófság bekebelezte. 1557-től Bentheim-Tecklenburg. 1706-tól Poroszország része. |
| Thorn                  | Apátság                | 975-1794 |
| Verden                 | Püspökség              | 985-ben már III. Ottó anyja garantált bizonyos jogokat. 1180-ban keletkezett, majd 1648-ban mint hercegség lett Svédország része 1712-ig. Dánia foglalta el, majd eladta a Hannoveri választófejedelemségnek 1715-ben.                                    |
| Virneburg              | Grófság                | 1052-ben alakult, majd 1445-től Manderscheid-Virneburg. 1611-1812 Löwenstein-Wertheim-Virneburg. |
| Werden                 | Apátság                | 799-ben alapították, 877-ben kapta meg birodalmi jogait, 1803-ban Poroszország kebelezte be. |
| Wickrath               | Uradalom               | 971-ben említik először, Broichhausen urai birtokolták, 1488-ban az uradalmat közvetlenül a császár alá rendelték, és Hompesch lovagjainak adták. 1794-ben Franciaország elfoglalta, majd 1814-ben Poroszország része lett.                               |
| Wied                   | Grófság                | 860 körül alapították, 1243-1462 között az Isenburgi grófsággal egyesült, mint Isenburg-Wied, 1631-ben kivált belőle Wied-Dierdorf, majd 1698-ban Wied-Neuwiedre és Wied-Runkelre osztódott.                                                              |
| Winneburg              | Uradalom               | Winneburg és Beilsteini uradalom. Először 1304-ben említik és 1362-ben szerezte meg Beilsteint. Trier hűbérbirtoka volt 1488-tól. 1801-ben Franciaországhoz, majd 1815-ben Poroszországhoz csatolták.                                                     |
| Wittem                 | Uradalom               | |